# Vladimirea
Vladimirea is een geslacht van vlinders van de familie tastermotten (Gelechiidae).

## Soorten
- V. amseli Povolny, 1967
- V. brunnealis Povolny, 1969
- V. glebicolorella (Erschoff, 1874)
- V. ivinskisi Piskunov, 1980
- V. kahirica Povolny, 1967
- V. krasilnikovae Lvovsky & Piskunov, 1989
- V. magna Povolny, 1969
- V. maxima Povolny, 1969
- V. stepicola Povolny, 1976
- V. subtilis Povolny, 1969
- V. wiltshirei Povolny, 1967
- V. zygophylli (Kuznetsov, 1960)
- V. zygophyllivorella (Kuznetsov, 1960)